# Max Sailer
Max Sailer, född den 20 december 1882 i Esslingen am Neckar, död den 5 februari 1964 i samma stad, var en tysk ingenjör och racerförare.
Sailer började arbeta för Daimler-Motoren-Gesellschaft (DMG) 1902 där han avancerade till utvecklingsingenjör. Från 1914 var han medlem i Mercedes Grand Prix-team.
Sailer debuterade i Frankrikes Grand Prix 1914. Störst framgång hade han i Targa Florio där han vann sin klass två år i rad 1921 och 1922 med en Mercedes 28/95 PS. Sailer körde Indianapolis 500 1923 och blev bäste Mercedes-förare på åttonde plats.
Efter racing-karriären invaldes han i DMG:s styrelse 1925. Sailer efterträdde Hans Nibel som chefskonstruktör för Daimler-Benz AG efter dennes död 1934. Han ledde konstruktions- och utvecklingsarbetet för hela företaget, inklusive de framgångsrika racerbilarna fram till sin pensionering 1942.